# Kid Svensk
Kid Svensk är en svensk-finländsk dramafilm från 2007 i regi av Nanna Huolman med Mia Saarinen i huvudrollen.

## Handling
Året är 1984. Tolvåriga Kirsi bor i Göteborg med sin finskspråkiga mamma. Hennes pappa har nyligen omkommit i en drunkningsolycka. Kirsi blir retad av sina klasskamrater och skäms över sin finska bakgrund. Hon kallar sig därför Kid. När hennes mamma beslutar att de ska tillbringa sommaren i Finland blir Kid ursinnig. Men Kid vinner pris i en uppsatstävling och det ger henne lite tröst i tillvaron.

## Om filmen
Filmen handlar om att finna sin identitet och konfronteras med sina rötter. Den är inspelad i både Sverige och Finland. Mia Saarinen var bara 10 år när hon provfilmade för huvudrollen. Filmen vann Svenska kyrkans filmpris 2007.

## Rollista
- Kid – Mia Saarinen
- Jamppe – Jim Rautiainen
- Ester – Milka Ahlroth
- Sirkka – Mari Rantasila
- Markku – Timo Tuominen
- Lotta – Agnes Sörensen
- Rektor – Ralph Carlsson